# 2020年台灣夏季籃球挑戰賽
2020年台灣夏季籃球挑戰賽由中華民國籃球協會與台灣啤酒、裕隆納智捷、臺灣銀行和高雄九太科技四隊舉辦，該賽事於2020年8月31日至9月6日進行。四支球隊先進行兩個單循環，9月6日由戰績排名第一、二名球隊爭冠，第三、四名球隊打季軍賽。由盧廣仲擔任賽事代言人。最終裕隆納智捷呂政儒獲選賽事最有價值球員。

## 戰績表
| 球隊         | 勝場 | 敗場 | 積分 | 最終名次 |
| ------------ | ---- | ---- | ---- | -------- |
| 裕隆納智捷   | 5    | 1    | 7    | 冠軍     |
| 台灣啤酒     | 3    | 3    | 5    | 亞軍     |
| 臺灣銀行     | 2    | 4    | 3    | 季軍     |
| 高雄九太科技 | 2    | 4    | 3    | 殿軍     |

註：預賽首輪勝利獲得積分一分，預賽次輪勝利獲得積分二分

## 外部連結
- 2020年台灣夏季籃球挑戰賽的Facebook專頁